# Michael Ziegler (Propst)
Michael Ziegler CanReg (* 22. Februar 1744 in Oberösterreich; † 5. Mai 1823 in St. Florian) war ein österreichischer römisch-katholischer Priester, Augustiner-Chorherr und Propst von Stift Sankt Florian.

## Ordensleben und Wirken
Ziegler absolvierte das Noviziat im Stift St. Florian, wo er die Profess ablegte und die Priesterweihe empfing. Nach Studien in Rom wählte der Konvent von Sankt Florian Ziegler am 11. September 1793 zum Propst. Seine Ablehnung, nach dem Tod des Linzer Bischofs Joseph Anton Gall 1807 das Bischofsamt der Diözese Linz zu übernehmen, hatte eine bis 1809 dauernde Sedisvakanz zur Folge. 1807 wurde er aufgrund seiner umfassenden Gelehrsamkeit zum Direktor des Gymnasiums in Linz ernannt. Die Einquartierung französischer Soldaten, die 1800, 1805 sowie 1809 das Stift besetzten und zum Teil plünderten, nötigten Ziegler, 1809/1810 die Prälatur zu räumen und in Linz Quartier zu beziehen. Nach dem Friedensschluss mit dem napoleonischen Frankreich und dem Wiener Kongress oblag Ziegler sowohl die von Kriegseinwirkung zerstörten Besitztümer als auch die inkorporierten Pfarren und Schulen des Stiftes wieder aufzubauen. Besonderes Augenmerk galt den stiftlichen Latifundien im nahen Ebelsberg, dessen Ortskern während der Schlacht bei Ebelsberg fast vollständig zerstört wurde. Während der Hungerjahre 1816–1817 linderte Ziegler das Elend der umliegenden Bevölkerung, indem er aus den Wirtschaftsbetrieben des Stiftes große Geld- und Lebensmittelspenden stiftete und Schuldscheine tilgte.
Neben seiner karitativen Zielsetzung förderte Ziegler auch die kulturelle Aufgabenstellung von Sankt Florian, wodurch eine wissenschaftliche Blütezeit des Stiftes begann. Seine Akquirierungen zeitgenössischer Literatur, insbesondere im Themenbereich Philosophie, Aufklärung und Romantik, demonstrierten nicht nur eine umfassende Gelehrsamkeit, sondern auch seine Aufgeschlossenheit gegenüber neuen kulturellen und geistesgeschichtlichen Strömungen. Darüber hinaus erwarb er sich Verdienste durch die Vermehrung des Notenbestandes.
Ziegler, der fließend Latein, Italienisch und Französisch sprach, starb 1823 im Alter von 80 Jahren in St. Florian.